# Reach for the sky
Reach for the sky – szósty singel japońskiej piosenkarki Mai Kuraki, wydany 8 listopada 2000 roku. Osiągnął 3 pozycję w rankingu Oricon i pozostał na liście przez 15 tygodni, sprzedał się w nakładzie 468 320 egzemplarzy. Singel zdobył status podwójnej platynowej płyty.

## Lista utworów
| Nr | Tytuł                                       | Słowa      | Kompozycja                    | Aranżacja                                                           | Czas |
| -- | ------------------------------------------- | ---------- | ----------------------------- | ------------------------------------------------------------------- | ---- |
| 1. | "Reach for the sky"                         | Mai Kuraki | Aika Ōno                      | Cybersound Sound Produced by Perry Geyer                            | 4:48 |
| 2. | "What I feel"                               | Mai Kuraki | Jefery Qwest, Paisley, M. Lee | Jefery Qwest, Paisley, M. Lee Additional Arranged by Hirohito Furui | 3:55 |
| 3. | "Reach for the sky GOMI REMIX ~Radio edit~" | Mai Kuraki | Aika Ōno                      | Cybersound Remixed and All Programming by GOMI for Rhythmedia       |      |
| 4. | "Reach for the sky KEN ISHII REMIX"         | Mai Kuraki | Aika Ōno                      | Cybersound Remixed and Additional Production by Ken Ishii 2000      |      |
| 5. | "Reach for the sky DJ HIYOCO REMIX"         | Mai Kuraki | Aika Ōno                      | Cybersound Remixed and Reploduced by DJ HIYOCO                      |      |
| 6. | "Reach for the sky ~Instrumental~"          |            | Aika Ōno                      | Cybersound                                                          | 4:48 |

## Notowania
| Lista                        | Pozycja |
| ---------------------------- | ------- |
| Oricon Weekly Singles Chart  | 3       |
| Oricon Monthly Singles Chart | 5       |
| Oricon Yearly Singles Chart  | 91      |